# Ecklingerode
Ecklingerode is een gemeente in de Duitse deelstaat Thüringen, en maakt deel uit van de Landkreis Eichsfeld.
Ecklingerode telt 705 inwoners.